# Các địa điểm thời tiền sử và hang động nghệ thuật của thung lũng Vézère
Các địa điểm thời tiền sử và hang động nghệ thuật của thung lũng Vézère là một Di sản thế giới được UNESCO công nhận tại Pháp từ năm 1979. Nó liệt kê gồm 15 địa điểm thời tiền sử ở thung lũng Vézère thuộc tỉnh Dordogne, chủ yếu là nằm xung quanh xã Les Eyzies-de-Tayac-Sireuil, nơi được mệnh danh là "Thủ đô thời tiền sử". Thung lũng này đặc biệt phong phú các địa điểm khảo cổ thời tiền sử, với hơn 150 địa điểm được biết đến, bao gồm 25 hang động nghệ thuật trang trí, và đã đóng vai trò thiết yếu trong nghiên cứu về nghệ thuật thời đại đồ đá cũ.